# لاندسکرونا
شهر لاندسکرونا (به سوئدی: Landskrona) در ناحیه شهری لاندسکرونا در کشور سوئد واقع شده‌است. جمعیت این شهر ۲۳۵۳٫۸۸  نفر است.